# Dragonflytrimaraner

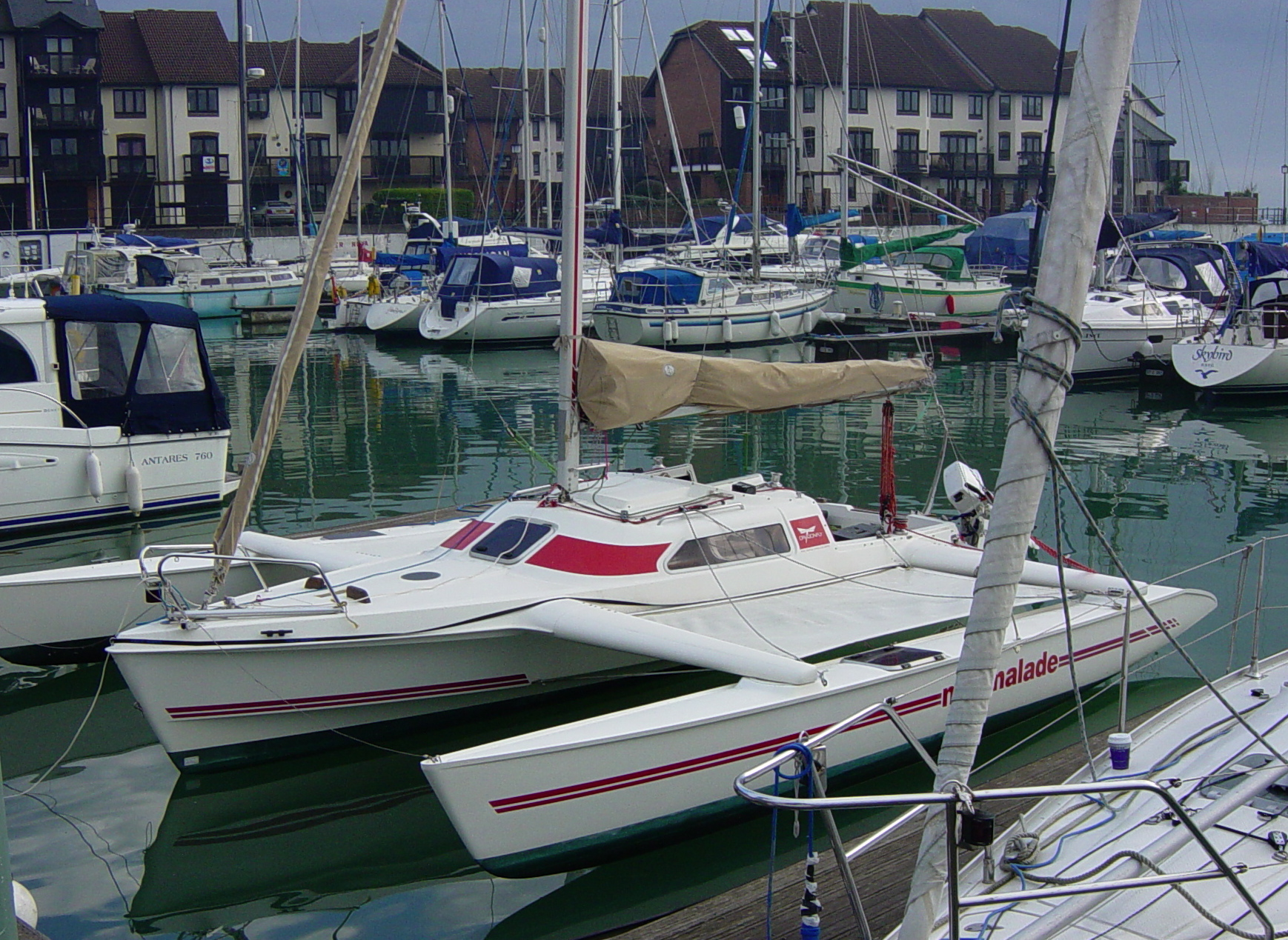

Dragonflytrimaraner är en typ av trimaraner byggda av Quorning Boats varv i Skærbæk, nära Fredericia i Danmark. 

## Konstruktion
Trimaranerna som produceras av detta varv kännetecknas av en vikteknologi benämnd "SwingWing". Detta ger dem möjlighet att använda marina båtplatser avsedda för enskrovsbåtar och vara trailerbara. Den minsta modellen, Dragonfly 25, är tillräckligt smal (2,3 m) för att inte behöva särskilda tillstånd, liksom Dragonfly 28 (som vid 2,54 m är strax under 2,55m laglig gräns i Europeiska unionen). Dessa trimaraner har låg dragkraft och kan strandas eftersom både centerbordet och rodret kan lyftas.

## Historik
Quorning Boats grundades 1967 av Børge Quorning. 1981 slutade företaget bygga enskrovsbåtar och började producera enbart  Dragonflytrimaraner. Dessa tidiga trimaraner var inte vikbara. 1988-89 designades och utvecklades ”Swing Wing” -systemet. Det introducerades först 1989 i Dragonfly 800 Swing Wing, och har använts i alla modeller sedan dess. 1995 ersatte Jens Quorning, son till grundaren, sin far som företagsledare. Jens bror, Eric, driver BSI, ett företag som levererar delar till Quorning. Totalt producerades cirka 800 båtar från och med 2007.

## Nuvarande modeller
- Dragonfly 25. Den minsta modellen lanserades 2016.[5]
- Dragonfly 28. Presenterades i januari 2009 på båtmässan i Düsseldorf i Tyskland. Den ersatte Dragonfly 800, men har nästan lika mycket inre utrymme som Dragonfly 920 (också ersatts).[6]
- Dragonfly  32. Denna modell lanserades sommaren 2012,[7] ersatte den gamla Dragonfly 920. Produktionen använder nya (för Quorning) produktionstekniker som 3D-design, en ny 7-axlig CNC-fräsmaskinsprocess och slutliga element material och stressanalys.[8]
- Dragonfly 40. Den senaste modellen, som lanserades 2020,[9] ersatte den tidigare Dragonfly 1200.

| Modell                          | 25   | 28   | 32   | 40    |
| ------------------------------- | ---- | ---- | ---- | ----- |
| Längd segling (m)               | 7,65 | 8,75 | 9.80 | 12.10 |
| Längd vikt (m)                  | 9    | 10   | 12   | 14.17 |
| Bommar segling (m)              | 5,80 | 6,50 | 8.00 | 8.40  |
| Bommar vikta (m)                | 2.30 | 2,54 | 3,60 | 4.00  |
| Centerbord, upp (m)             | 0,35 | 0,40 | 0,50 | 0,70  |
| Centerboard, ner (m)            | 1,50 | 1,70 | 1,90 | 2.20  |
| Vikt, klar att segla (kg)       | 1050 | 1950 | 3400 | 5800  |
| Storsegel (m2)                  | 24   | 37   | 48   | 65    |
| Rullgenua (m2)                  | 10   | 19   | 26   | 33    |
| Kod 0 rullning (m2)             | 17   | 37   | 57   | 65    |
| Asymmetrisk spinnaker (m2)      | 45   | 65   | 95   | 110   |
| Bågspetslängd (m)               | NA   | 1,60 | 1,80 | 0,75  |
| Vattentank (L)                  | NA   | 90   | 120  | 220   |
| Hålltank (L)                    | NA   | 60   | 60   | 75    |
| Nyttolast inkl. Besättning (kg) | NA   | 725  | 1200 | 1800  |

## Tidigare modeller
- Dragonfly 600. Liten, öppen trimaran med demonterbar flottör. Endast 10 byggdes innan modellen avbröts 1994 på grund av att den var "för dyr att producera".[10][11]
- Dragonfly 25 MK 1. Äldre mindre modell, föregångare till 800.
- Dragonfly 800 MK I. 1985 kom Erik Quorning på första plats i rundan Storbritannien och Irland i en av dessa båtar.[12]
- Dragonfly 800 MK II. En icke förekommande föregångare till den nyare Dragonfly 800.[13]
- Dragonfly 800 MK III (Swing Wing). Denna modell introducerades i augusti 1989[14] och ersattes av Dragonfly 28 2009. Det fanns två versioner, Cruising och Racing, som skiljer sig åt storleken på masten och seglen. Cirka 300 byggdes.[15] Olympisk seglingslegenden Paul Elvstrøms sista båt, som han ägde i tio år, var en (modifierad) Dragonfly 800.[16]
- Dragonfly 920. Denna modell fanns i två versioner: Touring och Extreme. Extreme-versionen har samma mittskrov som Touring, men längre armar och svävningar gör det bredare när det fälls ut, vilket möjliggör användning av en högre mast och större segel. Den är ungefär 15% snabbare.[17]
- Dragonfly  35. Denna modell är en offshore och ocean cruiser. Det ersatte Dragonfly 1000. Liksom med 920 finns två versioner: Touring och Ultimate. Ultimate har en högre mast och större segel, men samma bommar som Touring-versionen.

- Dragonfly 1000. Ersatt av Dragonfly 35.
- Dragonfly 1200. Ersatt av Dragonfly 40.
- Dragonfly 1000 - "Årets båt 1994" från tidningen Sailing World
- Dragonfly 600 - "Årets båt 1996" från tidningen Sailing World
- Dragonfly 1200 - priset "Årets båt 2001" från tidningen Cruising World
- Dragonfly 1200 - Dansk designpris 2001
- Dragonfly 920 Extreme - ”Årets europeiska båt 2004”.
- Dragonfly 35 Ultimate - ”Årets europeiska båt 2008”.[18]
- Dragonfly 25 - Sail's "Best Boats 2016 award" för "Small cruiser".[19]
- Dragonfly 25 - "Årets europeiska båt 2016".[20]